# Aldo Caputo
Cataldo Caputo, meglio conosciuto con il diminutivo Aldo (Trani, 10 agosto 1980), è un tenore italiano.

## Biografia

### Carriera
Si è diplomato presso il Conservatorio di Musica "Niccolò Piccinni" di Bari con il massimo dei voti e menzione di lode, sotto la guida del baritono Luigi De Corato. Successivamente ha proseguito gli studi universitari, iscrivendosi alla facoltà di conservazione dei beni musicali e musicologia presso l'Università del Salento.
Ha debuttato nella stagione teatrale 2001-2002 al Teatro Politeama Greco di Lecce, nelle vesti del Conte d'Almaviva ne Il barbiere di Siviglia di Gioachino Rossini. Altre opere di Rossini in cui ha preso parte sono: La Cenerentola, La donna del lago (con Anna Caterina Antonacci e Juan Diego Flórez) La cambiale di matrimonio, Il turco in Italia e Il viaggio a Reims. Delle opere di Vincenzo Bellini ha cantato ne La sonnambula e I Capuleti e i Montecchi (con Patrizia Ciofi e Laura Polverelli); di Gaetano Donizetti: L'elisir d'amore, Don Pasquale, La figlia del reggimento, Rita e Il campanello. Altre opere di compositori in cui si è cimentato sono più vicine alla lirica recente e alla musica sacra; alcune di loro sono: Falstaff di Giuseppe Verdi, Una partita (1933) di Riccardo Zandonai, Il cappello di paglia di Firenze di Nino Rota, Gianni Schicchi di Giacomo Puccini, Semiramide riconosciuta di Giacomo Meyerbeer, Pulcinella di Igor' Fëdorovič Stravinskij e molte altre.
Ha inoltre calcato i teatri più importanti e riconosciuti al mondo; tra quelli italiani: Teatro Alla Scala di Milano di Milano, Teatro dell'Opera di Roma a Roma, Teatro San Carlo di Napoli, Teatro Dante Alighieri di Ravenna, Teatro Piccinni di Bari, Teatro Carlo Felice di Genova, Teatro Massimo Vittorio Emanuele di Palermo, Festival della Valle d'Itria di Martina Franca, Teatro Coccia di Novara, Teatro del Giglio di Lucca, Istituto Italiano di Cultura a Varsavia, Teatro Politeama Greco di Lecce, Teatro Sociale di Como e Teatro Verdi di Pisa; tra quelli stranieri: Severance Hall di Cleveland, Philharmonica di San Pietroburgo, Yekaterinburg Philharmonique, KKL di Lucerna, World Financial Center di New York, Foundacao K.Goulbenkian di Lisbona, Opéra Royal de Wallonie di Liegi e Teatro Rosalía de Castro di La Coruña.
Durante la sua carriera è stato diretto da maestri di alto calibro come Alberto Zedda, Franz Welser-Möst, Fabio Mastrangelo, Arnold Bosmann, Bruno Campanella, Claudio Scimone, Michele Mariotti, Giovanni Di Stefano, Rani Calderon, Bruno Aprea, Carlo Desideri, Fabrizio Maria Carminati, Paolo Arrivabeni, Giovanni Antonini, e registi come Pier Luigi Pizzi, Roberto De Simone, Cristina Mazzavillani Muti, Michele Mirabella, Giuseppe Patroni Griffi, Marco Gandini, Beppe de Tomasi, Massimo Scaglione, Alessandro Piva e Filippo Crivelli.
Nel 2009 ha preso parte sia al duetto che al videoclip del brano L'amore non ha fine della cantante Valentina Giovagnini.